# Claude de Cornulier (1568-1645)
Pour les articles homonymes, voir Claude de Cornulier.
Claude de Cornulier, seigneur des Croix, de la Haye, de Gravelle, de la Touche et de Lucinière, né à Nantes en 1568, mort dans la même ville le 15 novembre 1645, fut conseiller du roi, général des finances en Bretagne et maire de Nantes de 1605 à 1606.

## Biographie
Il est le fils de Pierre de Cornulier de la Touche et le beau-père de René Charette et du marquis Gabriel de Goulaine.